# Гимн (китайская песня)
«Гимн» (кит. упр. 赞歌), также встречается название «Заздравная» — китайская песня на монгольском языке, написанная певцом и поэтом маньчжурского происхождения Ху Сунхуа специально для революционной оперы—мюзикла «Алеет Восток» в 1964 году. Мелодия песни является переработанной адаптацией старой пасторальной монгольской песни «Маленькая желтая лошадка».
В опере песня звучит в заключительном действии сразу после «Без Коммунистической партии нет Китая», при этом в киноверсии она была исполнена лично автором.
Эта песня стала наиболее известным произведением Ху Сунхуа и в Китае чаще всего ассоциируется с его исполнением.

## Текст
| Буквальный перевод |
| --- |
| Я пришёл на площадь Тяньаньмэнь из далёких степей, Я поднимаю золотую чашу и пою хвалу Нашей великой Коммунистической партии И желаю долгих лет Председателю Мао. Наша мужественная Родина — поистине гордость Востока. Подобно восходящему Солнцу, она несёт свет миру. Китай — это дружная семья братских народов, Мы — единая и свободная нация. |